# Rhopalura pelseneeri
Rhopalura pelseneeri är en djurart som beskrevs av Caullery och Mesnil 1901. Rhopalura pelseneeri ingår i släktet Rhopalura, och familjen Rhopaluridae. Inga underarter finns listade i Catalogue of Life.